# Фебад
Феба́д или Феба́дий (лат. Foebadius; ум. в IV веке) — исповедник, епископ Аженский, святой Католической церкви, память 25 апреля.
Святой Фебад считается первым не вызывающим сомнения епископом Ажена. Им написаны многочисленные трактаты против ересей, за чистоту веры и единство церкви, в частности, «De Fide». Друг Илария Пиктавийского, человек, очень привязанный к Амвросию Медиоланскому. 108 глава книги «О знаменитых мужах» Иеронима Стридонского посвящена Фебадию, в ней Иероним, пишет о том, что Фебадий автор книги «Против ариан» (лат. «Contra Arianos»), также Иероним говорит, что в 392—393 годах (а именно в это время написана его книга «О знаменитых мужах») Фебадий жив, но уже немощен из-за возраста. Три сочинения Фебадия (лат. «Liber сontra arianos», «Tractatus de fide orthodoxa», «Libelius fidei») вошли в 20 том Латинской патрологии.